# Loukas Chatzīloukas
Loukas Chatzīloukas (in greco: Λούκας Χατζηλούκας; 6 giugno 1967) è un allenatore di calcio ed ex calciatore cipriota, di ruolo attaccante.

## Carriera

### Club
Ha giocato nella massima serie cipriota con l'APOEL Nicosia.

### Nazionale
Ha esordito con la nazionale cipriota nel 1991, giocando 26 partite fino al 1997.

## Palmarès

### Club
- Campionato cipriota: 2

APOEL: 1991-1992, 1995-1996
- Coppa di Cipro: 4

1992-1993, 1994-1995, 1995-1996, 1996-1997